# Зденек з Штернберка
Зденек з Штернберка (*Zdeněk Konopišťský ze Šternberka, 1410 — 4 грудня 1476) — середньовічний політичний та військовий діяч, дипломат Богемського королівства.

## Життєпис
Походив з чеського знатного роду Штернбеків, конопіштської гілки. Стосовно батьків існують протиріччя: за одними ними були Ярослав з Штернбека та Веселини з Михалович або Петра з Штернбека і Перхти з Кравару. Значна частина дослідників вважає більш вірогідним перший варіант.
Був ревним католиком. Вперше письмо згадується у 1437 році. У 1439 році після смерті батьків та старшого брата Петра успадкував Конопіште, замки Зелена Гора, Кашперк, Роудніце-над-Лабем. Водночас марнотратство призвело до того, що вимушений був у 1400 році продати місто Веселі-над-Моравою та навколишні села. Також брав участь у військових діях на боці чашників, оскільки їх розглядав в якості союзників проти таборитів та інших радикальних гуситів.
У 1446 році підписав документ про визнання папи римського Євгена IV. У 1447 році призначається представником імператора Фрідріха III в Богемії. У 1448 році брав участь з братами з Подєбрад у захопленні Праги. Того ж року призначено бургграфом королівства. У 1450 році брав участь у поході проти Страконіцької єдності (союзу південночеських католицьких панів). Відзначився у битві біля Рокицан, де чашники здолали католиків. Того ж року зайняв замок Костелець. Потім отримав від Подєбрада замок Мешиць.
У 1451 і 1452 роках очолював посольства до Відня, де вів перемовини з імператором щодо визнання богемського уряду на чолі із Їржі з Подєбрад, що вдалося. 1452 року брав участь в обранні Їржі адміністратором (намісником) королівства. З цього часу стає прихильником Подєбрада, сприявши тому в обранні королем в 1458 році.
За короля Їржі стає фактичним очільником дипломатичної служби. 1460 року відвідав Відень, де вів перемовини з Фрідріхом III щодо визнання Їржі I королем Богемії та визнання кордонів в Сілезії. За вправну дипломатичну діяльність отримав замок Хотебуж, який продав у 1462 році.
У 1461 році очолив військо, з яким повинен був захопити місто Котбус в Лужиці, але у 1462 році зазнав невдачі й відступив. 1462 році їздив з новим посольством до імператора, від якого отримав міста Кремс і Вайтра. Того ж року здійснив подорож до Угорщини, де домовився про шлюб короля Матвія Корвіна з донькою Їржі з Подєбрад — Катериною. Згодом виступив проти Празького компактату, в якому гуситам було надано певні поступки.
У 1465 році Зденко, що бажав поверненню католицтва до Богемії, увійшов у конфлікт з королем Їржі. Під приводом захисту своєї віри, він скористався розбіжностями короля з папою римським, очоливши опозицію, так звану зеленогорську громаду (на честь замку Штернбека — Зелена Гора). У 1467 році призначений буллою папи римського Пія II командиром католицької партії. Король Їржі з Подєбрад у свою чергу назвав його «порушником спокою», наказавши захопити замки наказали захопити замки Конопішт, Штернберг, Костелец, Роудніц, Хелфенбург і Мешиц. Не маючи змоги протидіяти Зденек звернувся по допомогу до короля Польщі Казимира IV, але той відмовив. Тоді Зденек з Штербеку знайшов підтримку в угорського короля Матвія. Але у 1468 році у битві при Конопіште зазнав поразки й втік до Угорщини.
У 1469 році скористався оголошенням папою римським хрестового походу проти Їржі з Подєбрад разом з угорським військом рушив до Моравії. Тут в Оломуці Матвія Корвіна за підтримки католицької партії було оголошено королем Богемії. У свою чергу Корвін призначив Штернбека вищим гетьманом королівства, доручивши війну проти чашників.
У 1471 році зайняв Зелену Гору, де отримав звістку про смерть короля Їржі. Втім він проводив далі кампанію на користь Матвія Корвіна, зайнявши в 1473 році Домажліци. В цей час королем Богемії чашники обрали Владислава Ягеллончик. 1473 році з ним було укладено перемир'я. У 1475 році здійснив дипломатичну поїздку до імператора, де домігся від Фрідріха III визнання Матвія Корвіна сюзереном Богемії. На зворотньому шляху Зденек з Штербеку 1476 року помер в австрійському місті Вінер-Нойштадт

## Родина
1. Дружина — Анна з Янович.
Діти:
- Кунгута
- Ладислав (1457—1460)
- Ярослав (д/н—1505), земський гетьман Лужиць
- Зденек (д/н—1501)
- Ладислав (д/н—1521), вищий коморник і канцлер Богемії
- Ян (д/н—1528), бургграф Карлсбаду
- Їржі
- Зденек

2. Анна Заїкова з Газмбурка.
дітей не було